# Fèlix el gat
Fèlix el gat (en anglès: Felix the Cat) és un personatge animat antropomòrfic de l'era del cinema mut, encara que també es van fer 15 curts sonors, els tres darrers en color (d'un total de 184). El seu pelatge negre, ulls blancs, i ample somriure, afegit a les situacions surrealistes en el que es representaven les seves històries, varen contribuir a fer d'en Fèlix un dels personatges animats més recognoscibles del món. Fèlix va ser el primer personatge d'animació a assolir un nivell de popularitat tan gran com per atreure els espectadors amb l'únic reclam de la seva aparició en una pel·lícula.
Els orígens de Félix continuen disputats. El dibuixant australià i l'empresari de cinema Pat Sullivan, propietari del personatge Félix, van afirmar durant la seva vida ser el seu creador. L'americà Otto Messmer, l'animador principal de Sullivan, també ha estat acreditat com a tal. El que és cert és que Félix va sorgir de l'estudi de Sullivan, i les caricatures amb el personatge van tenir èxit i popularitat en la cultura popular. A part dels curts animats, Félix va protagonitzar una historieta (dibuixada per Sullivan, Messmer i després Joe Oriolo) a partir del 1923, i la seva imatge va adornar ben aviat marxandatge com ceràmiques, joguines i postals. Diversos fabricants van fabricar joguines de peluix. Bandes de jazz com Paul Whiteman han interpretat cançons sobre ell ("Felix Kept On Walking" de 1923 i altres).
A finals de la dècada de 1920, amb l'arribada de les pel·lícules sonores, l'èxit de Félix s'havia esvaït. Els nous curts de The Walt Disney Company del ratolí Mickey feien que les ofertes silencioses de Sullivan i Messmer, que aleshores no estaven disposades a passar a la producció sonora, semblessin obsoletes. El 1929 Sullivan va decidir fer la transició i va començar a distribuir dibuixos animats de so a Felix a través de Copley Pictures. Els curts sonors de Felix van resultar ser un fracàs i l'operació va acabar el 1932. Felix va veure una breu resurrecció de tres dibuixos animats el 1936 pels Van Beuren Studios.
Els dibuixos animats de Felix van començar a publicar-se a la televisió nord-americana el 1953. Joe Oriolo va introduir un Felix, de potes llargues de redisseny, va afegir nous personatges i va donar a Felix una bossa màgica de trucs que podia assumir una infinita varietat de formes. El gat ha protagonitzat des de llavors altres programes de televisió i dos llargmetratges. A partir dels anys 2010, Félix apareix en una varietat de marxandatge, des de la roba fins a les joguines. El fill de Joe, Don, va assumir el control creatiu de Felix.

## Creació

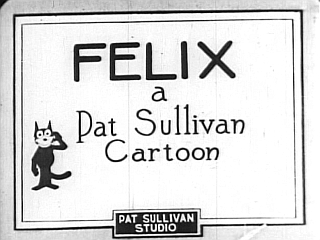
Una antigua presentació de Fèlix (1922).

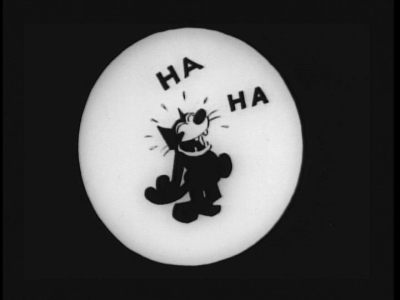
Una escena de la rialla de Fèlix al curtometratge Felix in Hollywood (1923).

El 9 de novembre de 1919, Master Tom, un personatge semblant a Felix, debuta en un curt de Paramount Pictures titulat "Feline Follies". Produït per l'estudi d'animació de Pat Sullivan, el curt va ser dirigit pel caricaturista i animador Otto Messmer. Va ser un èxit, i l'estudi de Sullivan ràpidament es va posar a treballar en un altre curt protagonitzat per Master Tom, "The Musical Mews" (estrenat el 16 de novembre de 1919). També va provar ser reeixit amb l'audiència. El productor de Paramount, John King, va suggerir canviar el nom al personatge a "Felix", per les paraules llatines felis (gat) i felix (sort). El nom va ser utilitzat en el tercera curt, "The Adventures of Felix" (estrenat el 14 de desembre de 1919). El 1924, l'animador Bill Nolan va redissenyar el felí, fent-lo més rodó i cridaner. La nova aparença de Félix, al costat de l'habilitat de Messmer per a l'animació, van llançar al personatge a la fama mundial.
La qüestió de qui va crear exactament a Félix continua en disputa. Sullivan va indicar en nombroses entrevistes que ell havia creat a Félix i havia fet els esbossos claus per al personatge. En una visita a Austràlia el 1925, Sullivan va dir al diari The Argus que "La idea va sorgir en observar a un gat que la meva dona va portar a l'estudi un dia". Les afirmacions de Sullivan són recolzades pel seu curt animat "The Tail of Thomas Kat", estrenat el 18 de març de 1917, més de dos anys abans de "Feline Follies". Un documental australià de ABC-TV transmès el 2004 i una exposició a la Biblioteca Estatal de New South Wales el 2005 van suggerir que Thomas Kat va ser un prototip o precursor de Félix. No obstant això, pocs detalls de Thomas han sobreviscut. Mentre que Félix podia transformar màgicament la seva cua en eines i altres objectes, Thomas és un gat no-antropomòrfic que perd la seva cua en una baralla contra un gall.
Sullivan era el propietari de l'estudi i -com en el cas de molts empresaris- es va apropiar dels drets de qualsevol treball creatiu dels seus empleats. Igual que molts altres animadors d'aquest temps, Messmer no va ser reconegut. Després de la mort de Sullivan en 1933, els seus hereus a Austràlia es van apoderar del personatge.
No va ser fins molts anys després de la mort de Sullivan que els seus empleats Hal Walker, Al Eugster, i l'advocat de Sullivan, Harry Kopp, van acreditar a Messmer per la creació de Félix. Van indicar que Félix estava basat en un Charlie Chaplin animat que Messmer havia creat prèviament per a l'estudi de Sullivan. La personalitat del gat i els seus moviments a "Feline Follies" reflecteixen les característiques de Chaplin, i, el familiar pelatge negre també era ja present (Messmer va trobar que les formes sòlides eren més fàcils d'animar).
Molts historiadors d'animació (la majoria nord-americans i anglesos) van recolzar les demandes de Messmer. Alguns són Michael Barrier, Jerry Beck, Colin and Timothy Cowles, Donald Crafton, David Gerstein, Milt Gray, Mark Kausler, Leonard Maltin, i Charles Solomon.
Independentment de qui va crear a Fèlix, Sullivan va comercialitzar implacablement al gat, mentre que Messmer va continuar produint caricatures i va començar una tira còmica el 1923, distribuïda per King Features Syndicate.

## Filmografia
Els enllaços "Veure" van dirigits a un fitxer de domini públic del dibuix animat a archive.org o els arxius oficials British Pathé a britishpathe.com.

### Curts muts

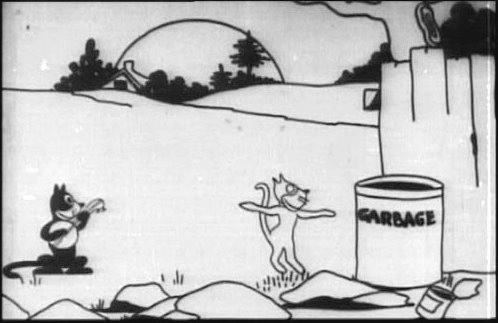
Felix (per aquell temps conegut com Master Tom) a la seva primera aparició Feline Follies (1919)

#### Paramount Pictures (1919–1921)
1919
- Feline Follies veure
- The Musical Mews
- The Adventures of Felix

1920
- A Frolic With Felix
- Felix the Big Game Hunter
- Wrecking a Romeo
- Felix the Food Controller
- Felix the Pinch Hitter
- Foxy Felix
- A Hungry Hoodoo.
- The Great Cheese Robbery
- Felix and the Feed Bag
- Nifty Nurse
- The Circus veure
- My Hero
- Felix the Landlord
- Felix's Fish Story

1921
- Felix the Gay Dog
- Down on the Farm
- Felix the Hypnotist
- Free Lunch
- Felix Goes On Strike
- Felix Out of Luck
- The Love Punch
- Felix Left at Home

#### Margaret J. Winkler (1922–1925)

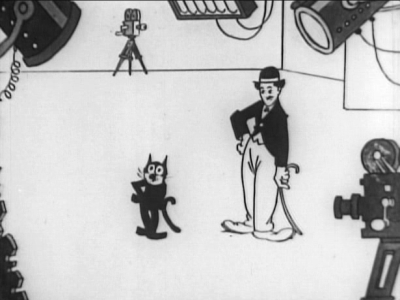
Felix i Charlot compartint escena en un moment de Felix in Hollywood (1923).

1922
- Felix Saves the Day
- Felix at the Fair
- Felix Makes Good
- Felix All at Sea
- Felix in Love
- Felix in the Swim veure
- Felix Finds a Way
- Felix Gets Revenge veure
- Felix Wakes Up
- Felix Minds the Kid veure
- Felix Turns the Tide veure
- Fifty-Fifty
- Felix Comes Back
- Felix on the Trail
- Felix Lends a Hand veure
- Felix Gets Left
- Felix in the Bone Age veure

1923
- Felix the Ghost Breaker veure
- Felix Wins Out
- Felix Tries for Treasure
- Felix Revolts veure
- Felix Calms His Conscience
- Felix the Globe Trotter
- Felix Gets Broadcasted veure
- Felix Strikes It Rich
- Felix in Hollywood veure
- Felix in Fairyland veure
- Felix Laughs Last
- Felix and the Radio
- Felix Fills a Shortage
- Felix the Goat Getter
- Felix Goes A-Hunting veure

1924
- Felix Out of Luck
- Felix Loses Out
- Felix 'Hyps' the Hippo
- Felix Crosses the Crooks
- Felix Tries to Rest
- Felix Goes West
- Felix Doubles for Darwin veure
- Felix Finds Out veure
- Felix Cashes In
- Felix Fairy Tales
- Felix Grabs His Grub
- Felix Pinches the Pole veure
- Felix Puts It Over
- A Friend In Need
- Felix Finds 'Em Fickle
- Felix Baffled by Banjos
- Felix All Balled Up veure
- Felix Brings Home the Bacon
- Felix Goes West veure
- Felix Minds His Business
- Felix Goes Hungry
- Felix Finishes First

1925
- Felix Wins and Loses
- Felix All Puzzled veure
- Felix Follows the Swallows
- Felix Rests in Peace
- Felix Gets His Fill
- Felix Full O' Fight
- Felix Outwits Cupid
- Felix Monkeys with Magic
- Felix Cops the Prize
- Felix Gets the Can veure
- Felix Dopes It Out

#### Educational Pictures (1925–1928)

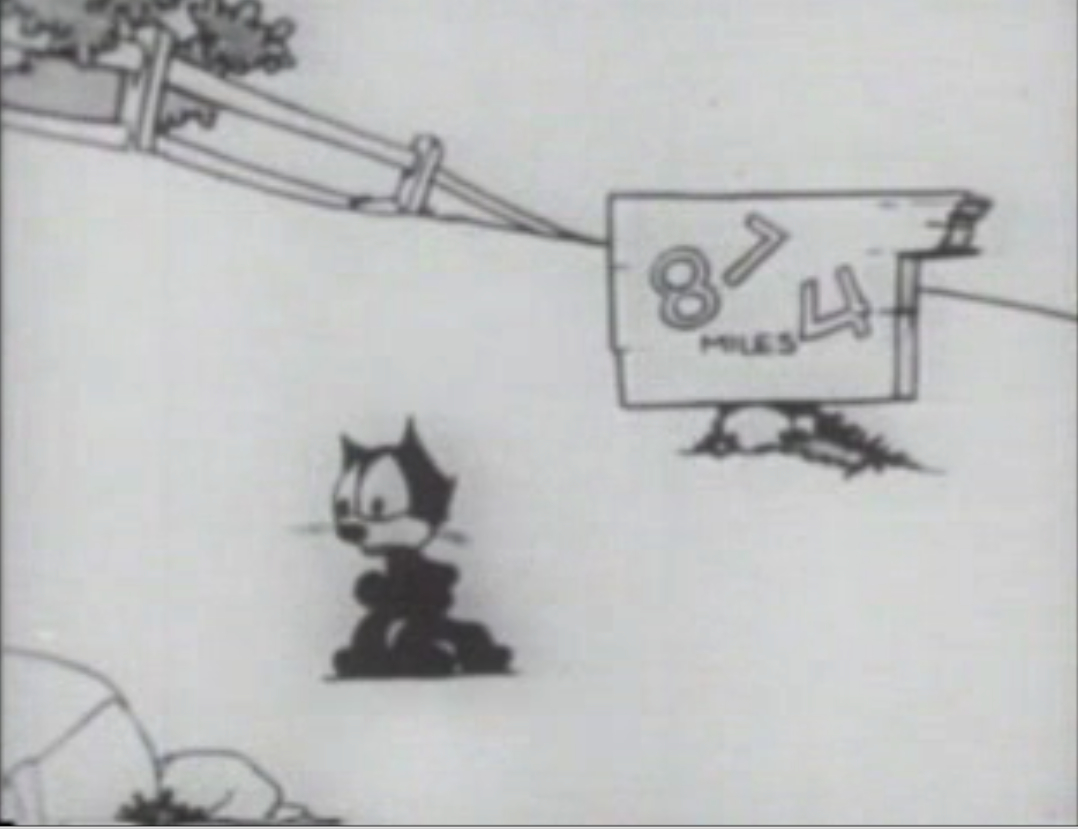
Imatge de The Non-Stop Fright (1927).

1925
- Felix Trifles with Time
- Felix Busts Into Business
- Felix Trips Through Toyland
- Felix on the Farm
- Felix on the Job
- The Cold Rush
- Eats Are West
- Felix Tries the Trades
- Felix at the Rainbow's End
- Felix Kept On Walking

1926
- Felix Spots the Spook
- Felix Flirts With Fate
- Felix in Blunderland
- Felix Fans the Flames
- Felix Laughs It Off
- Felix Weathers the Weather
- Felix Uses His Head
- Felix Misses the Cue
- Felix Braves the Briny
- A Tale of Two Kitties
- Felix Scoots Through Scotland
- Felix Rings the Ringer
- School Daze
- Felix Seeks Solitude
- Felix Misses His Swiss
- Gym Gems
- Two-Lip Time veure
- Scrambled Yeggs
- Felix Shatters the Sheik
- Felix Hunts the Hunter
- Land O' Fancy
- Felix Busts a Bubble
- Reverse English
- Felix Trumps the Ace
- Felix Collars the Button.
- Zoo Logic

1927
- Felix Dines and Pines
- Pedigreedy
- Icy Eyes
- Felix Stars In Stripes
- Felix Sees 'Em In Season
- Barn Yarns
- Germ Mania
- Sax Appeal
- Eye Jinks
- Roameo
- Felix Ducks His Duty
- Dough-Nutty
- "Loco" Motive
- Art for Heart's Sake
- The Travel-Hog
- Jack from All Trades
- The Non-Stop Fright veure
- Wise Guise
- Flim Flam Films
- Felix Switches Witches
- No Fuelin'
- Daze and Knights
- Uncle Tom's Crabbin'
- Whys and Other Whys
- Felix Hits the Deck
- Felix Behind In Front

1928
- The Smoke Scream
- Draggin' the Dragon
- The Oily Bird
- Ohm Sweet Ohm
- Japanicky
- Polly-Tics
- Comicalamities
- Sure-Locked Homes veure
- Eskimotive
- Arabiantics
- In and Out-Laws
- Outdoor Indore
- Futuritzy
- Astronomeows
- Jungle Bungles
- The Last Life

### Curts sonors

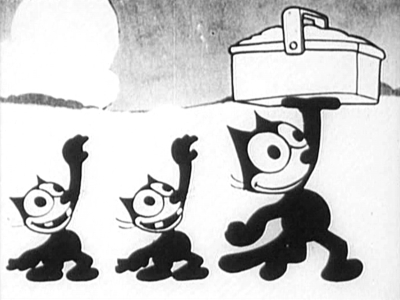
Felix, Inky i Winky a April Maze (1930)

#### Copley Pictures (1929–1930)
1929
- False Vases
- One Good Turn
- Romeeow

1930
- April Maze veure
- Felix Woos Whoopee
- Forty Winks
- Hootchy Kootchy Parlais Vous
- Oceantics
- Skulls and Sculls
- Tee Time

#### Van Beuren/RKO (1936)
1936
- Felix the Cat and the Goose That Laid the Golden Egg veure
- Neptune Nonsense veure
- Bold King Cole veure

## Còmics
Pat Sullivan va iniciar un sindicat tira de premsa el 19 d'agost de 1923 distribuïda per King Features Syndicate. El 1927 Messmer es va començar a dibuixar una tira diària.
El mateix Messmer va realitzar les historietes de Felix Felix dels diumenges fins a la seva interrupció el 1943, quan va començar onze anys a escriure i dibuixar còmics Felix per a Dell Comics. Jack Mendelsohn va ser el guionista de la tira de Fèlix de 1948 a 1952. El 1954, Messmer es va retirar de les tires del diari Félix, i el seu ajudant Joe Oriolo se'n va fer càrrec. La tira va concloure el 1966.
Felix ha protagonitzat juntament amb Betty Boop la historieta Betty Boop i Felix (1984-1987).